# Orvalho
Orvalho is een plaats (freguesia) in de Portugese gemeente Oleiros en telt 1200 inwoners (2007).